# Glycyrrhizopsis flavescens
Glycyrrhizopsis flavescens (Boiss.) Boiss., 1856 è una pianta della famiglia delle Fabacee. È l'unica specie nota del genere Glycyrrhizopsis  Boiss.

## Distribuzione e habitat
La specie è presente nella Turchia meridionale e in Siria.